# 长梗藜芦
长梗藜芦（学名：Veratrum oblongum）为黑藥花科藜芦属下的一个种。

## 扩展阅读
- 維基物種上的相關：长梗藜芦